# Puiseux-Pontoise
Puiseux-Pontoise ist eine französische Gemeinde mit 593 Einwohnern (Stand 1. Januar 2022) im Département Val-d’Oise in der Region Île-de-France. Sie gehört zum Arrondissement Pontoise und zum Kanton Cergy-1. Puiseux-Pontoise gehört zur Ville nouvelle Cergy-Pontoise. Die Einwohner werden Puiséen(ne)s genannt.

## Geographie
Puiseux-Pontoise befindet sich etwa 30 Kilometer nordwestlich von Paris und umfasst eine Fläche von 564 Hektar. Nachbargemeinden sind:
- Montgeroult im Norden,
- Boissy-l’Aillerie im Nordosten,
- Osny im Osten,
- Cergy im Süden,
- Courdimanche im Südwesten,
- Sagy im Westen und
- Courcelles-sur-Viosne im Nordwesten.

## Bevölkerungsentwicklung
| Jahr      | 1962 | 1968 | 1975 | 1982 | 1990 | 1999 | 2006 | 2012 |
| Einwohner | 307  | 366  | 330  | 282  | 175  | 422  | 471  | 410  |

## Sehenswürdigkeiten
Siehe auch: Liste der Monuments historiques in Puiseux-Pontoise
- Kirche Saint-Pierre-Saint-Paul aus dem 12. Jahrhundert
- Steinkreuz auf dem Friedhof, vermutlich aus dem 14. Jahrhundert

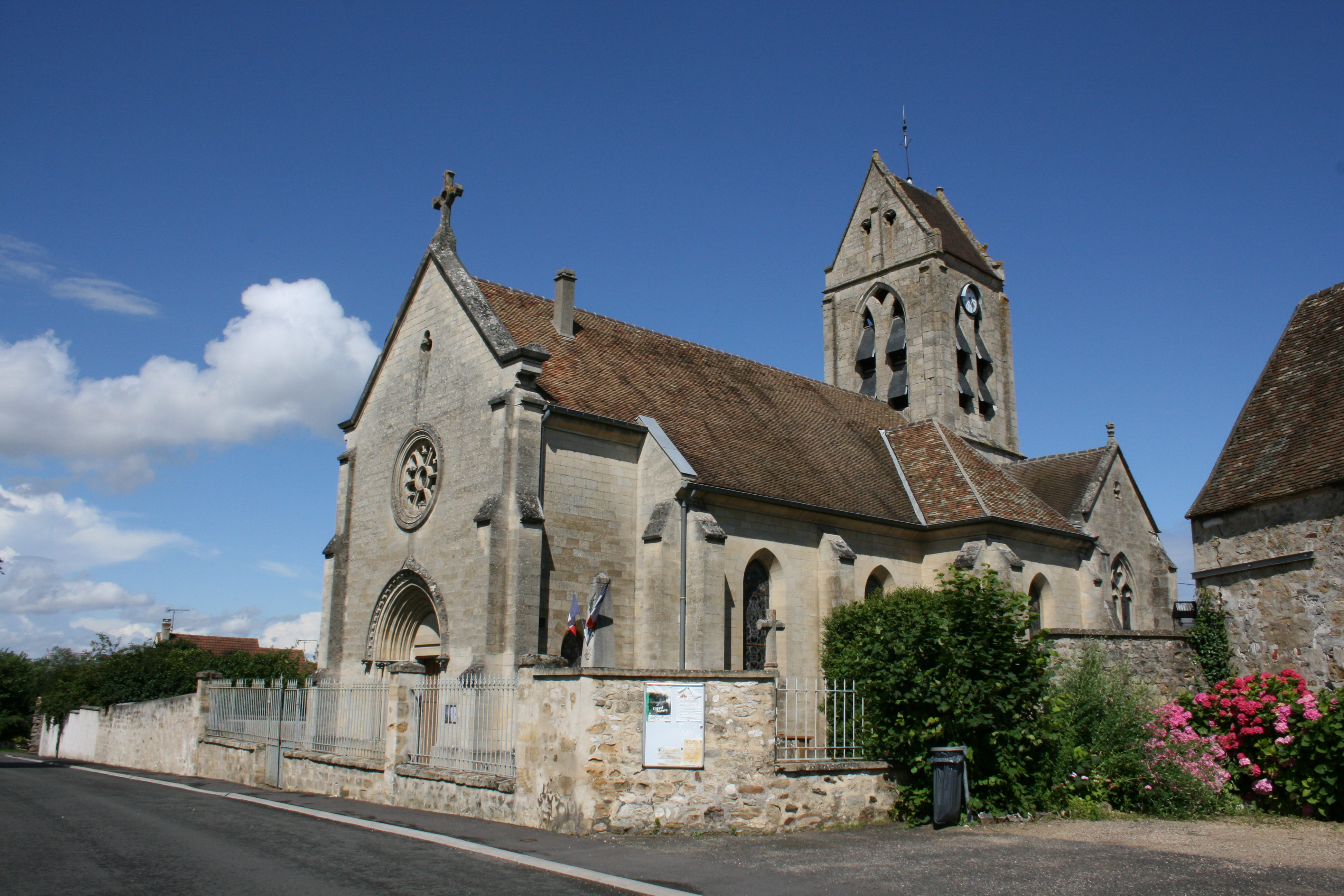
Kirche Saint-Pierre-Saint-Paul
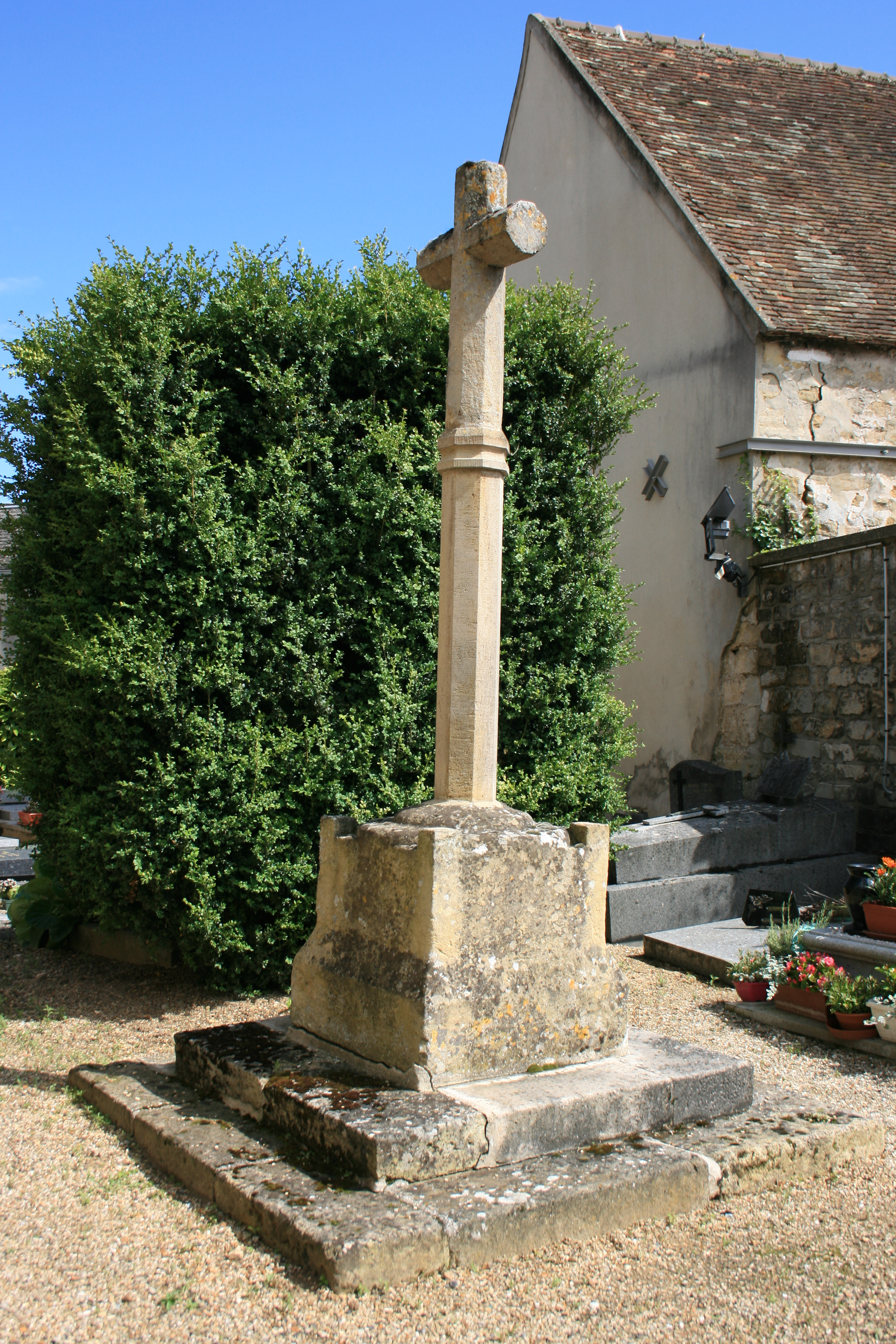
Altes Steinkreuz